# Foro (Ostia)
Il Foro era la principale piazza, o comunque il più importante luogo di pubblico ritrovo, della città romana di Ostia.

## Descrizione
Il Foro si trovava all'incrocio tra cardine massimo e il decumano massimo, al centro dell'antico castrum ostiense.
Il foro, di forma stretta e allungata fiancheggiata da portici, risale all'età augustea, e successivamente trasformato sotto Adriano, quindi in età repubblicana doveva trovarsi altrove.
La piazza nella sua parte settentrionale è dominata dal Capitolium adrianeo, mentre sul lato opposto si trova il tempio di Roma e Augusto eretto sotto Tiberio.  Sul lato occidentale del foro si affacciavano la Basilica e la Curia, sede dei decurioni, mentre sul lato orientale erano edificati i portici.
Dal Cardo si accedeva al foro unicamente a piedi, mentre l'accesso alla piazza dal Decumano restava libero a tutti i mezzi.
Gli scavi condotti tra il 2008 e il 2013 hanno confermato almeno tre diverse fasi costruttive del foro. Durante la prima fase, tra la fondazione in età augustea e il crollo del 117 il portico, costruito su edifici pre-esistenti, ospitava taberne probabilmente a due piani; durante la seconda fase, il porticato aveva mantenuto una facciata a colonne e una pavimentazione marmorea quasi regolare, mentre il porticato della terza fase, costruito in epoca tardo antica grazie a materiale di reimpiego di materiali delle precedenti due fasi, fu realizzato con un unico piano.

## Scavi
L'area del Foro è stata indagata a partire dal 1801, ma i primi disegni, risalgono solo al 1912, rendendo difficile la ricostruzione storico-archeologica dell'area. A seguito degli scavi del 1802-1804, le statue rinvenute nel Foro, furono trasportate in diversi musei internazionali, mentre la statua dell'abside e le colonne del porticato ritrovate nel 1938, furono ricollocate in situ su fondazioni moderne.
Da ultimo il Foro è stato indagato tra il 2008 e il 2013 da un team internazionale di studio e ricerca, condotto dall'Humboldt-Universitaet di Berlino.